# 民主党 (巴西)
民主党（葡萄牙語：Democratas）是一个巴西保守主義政党。

## 歷史
民主党是国家革新联盟的继承政党之一。国家革新联盟在1980年改组为民主社会党，之后在1985年，若泽·萨尔内等人脱离民主社会党并成立自由阵线党，2007年更名为民主党。
初期领导者为奥雷利亚诺·查维斯和若泽·萨尔内。
1985年曾支持巴西民主运动党的参选人坦克雷多·内维斯参选巴西总统，其後巴西恢復民主政治。
1985-1990年是巴西的執政黨。
1990年代起與中間派的巴西社会民主党結盟，支持社会民主黨候選人參選總統，並整合巴西的右派勢力。1995年－2002年是巴西中右翼執政聯盟成員之一，目前是該國的主要反對黨。
現時是巴西第二大在野黨。